# Litoria subglandulosa
Litoria subglandulosa es una especie de anfibio anuro de la familia Hylidae. Es propia de Australia. Vive cerca del Gran Cordillera Divisoria en Queensland y Nueva Gales del Sur. Vive a más de 600 metros sobre el nivel del mar.
La rana adulta macho mide 4.0 cm de largo y la hembra 5.0 cm.  Puede ser verde o marrón en el dorso y verde en los lados. Tiene una raya blanca a cada lado de su cuerpo. Partes de sus lados y patas son de color naranja brillante.
Los renacuajos miden unos 3.5 cm de largo. A diferencia de los renacuajos de otras ranas arborícolas, no tienen dientes ni picos. En cambio, tienen cosas similares a tentáculos cerca de la boca. Los científicos no saben qué comen los renacuajos.
Aun si se llama <<New England tree frog>> en inglés, no vive en Nueva Inglaterra.  Vive en la Mesetas del Norte, que se llaman <<New England Tableland>> en Australia.
Los científicos dicen que esta rana está relacionada con Ranoidea citropa.
Se encuentra amenazada de extinción por la pérdida de su hábitat natural. A los seres humanos les gusta pastar animales cerca de sus arroyos. Las especies invasoras, como la trucha, pueden estar atacando a los renacuajos y huevos.